# Dugopolje
Dugopolje je općina u Hrvatskoj. Nalazi se u  Splitsko-dalmatinskoj županiji.

## Općinska naselja
U sastavu općine nalazi se 4 naselja (stanje 2006.); Dugopolje, Koprivno, Kotlenice i Liska.

## Zemljopis
Dugopolje je smješteno pod sjevernim padinama planine Mosor, na nadmorskoj visini iznad 300 m, zbog čega zime znaju biti hladne i snježne, a ljeta vruća. Kroz radnu zonu Podi prolazi Državna cesta D1, koja općinu spaja sa Solinom, Splitom i Trogirom prema jugu, te Dicmom, Sinjem i Kninom prema sjeveru.

## Stanovništvo

### Popis 2011.
Prema popisu stanovništva iz 2011. godine, Općina Dugopolje ima 3469 stanovnika. Većina stanovništva su Hrvati s 99,54 %, a po vjerskom opredijeljenju većinu od 99,14 % čine pripadnici katoličke vjere.
Po popisu stanovništva iz 2011. godine, općina Dugopolje imala je 3469 stanovnika, raspoređenih u 4 naselja:
- Dugopolje – 3092
- Koprivno – 229
- Kotlenice – 148
- Liska – 51

| broj stanovnika | 1837  | 1977  | 2168  | 2297  | 2583  | 2952  | 2957  | 3275  | 3120  | 3125  | 3386  | 3381  | 3175  | 3075  | 3120  | 3469  | 3742  |
|                 | 1857. | 1869. | 1880. | 1890. | 1900. | 1910. | 1921. | 1931. | 1948. | 1953. | 1961. | 1971. | 1981. | 1991. | 2001. | 2011. | 2021. |

| broj stanovnika | 1366  | 1445  | 1596  | 1688  | 1889  | 2127  | 2122  | 2427  | 2322  | 2378  | 2596  | 2665  | 2610  | 2600  | 2674  | 2993  | 3248  |
|                 | 1857. | 1869. | 1880. | 1890. | 1900. | 1910. | 1921. | 1931. | 1948. | 1953. | 1961. | 1971. | 1981. | 1991. | 2001. | 2011. | 2021. |

## Gospodarstvo
U Dugopolju se nalazi jedna od najvećih hrvatskih poslovnih zona.
U kompleksu poslovne zone Dugopolje-Podi, neposredno uz autocestu A1 (Zagreb-Split) danas radi nekoliko puta više zaposlenih nego što sama općina ima stanovnika. Po koncentraciji poslovnih objekata, proračunu i razvojnim mogućnostima, jedna je od najrazvijenijih općina u Republici Hrvatskoj.
Izrađen je Detaljni plan uređenja za zonu "Podi" i zonu "Krč", što znači da svaka poduzetnička parcela ima gotovu lokacijsku dozvolu jer ju zamjenjuje Izvod iz DPU-a. To podrazumijeva da poduzetnici tj. investitori idu izravno u postupak ishođenja građevne dozvole. Izrađeni su svi potrebni glavni projekti infrastrukture te ishođene građevne dozvole za infrastrukturu.
Od ukupne urbanizirane površine 95 % je otprije u vlasništvu Općine Dugopolje, a preostali manji dio imovinsko-pravno je riješen s ranijim vlasnicima.
Glede već izgrađene infrastrukture, do danas je izgrađeno i u funkciji je podzemni dalekovodi 10/20 kV iz TS 35/10 kV "Klis" do zone "Podi" Dugopolje u dužini 4,2 km, pet trafostanica GTS 10(20)/0,4 kV, 7 km podzemnog raspleta visokog napona, niskog napona i javne rasvjete, 82 kandelabera za vanjsku rasvjetu, 7 km mreže fekalne kanalizacije, 7 km oborinske kanalizacije, 7,5 km vodovodne mreže, 8 km telefonske mreže (svjetlovoda), 300 000 m3 nasipa u prometnice, nešto više od 30 000 m2 asfaltiranih prometnica i 3 km drvoreda.
Glede strukture djelatnosti 65 % je proizvodno-obrtnih, servisnih i raznih uslužnih djelatnosti, a 35 % je trgovačko-kladišne namjene.
Do danas je izgrađeno i u funkciji 16 gospodarskih objekata u kojim je zaposleno 282 osobe od čega je 67 osoba s područja općine Dugopolje. U tijeku je izgradnja na 25 poduzetničkih parcela, a nekoliko investitora je u tijeku ishođenja građevne dozvole za svoje gospodarske objekte.

## Spomenici i znamenitosti
- Špilja Vranjača
- Kraljeva peć (Balića pećina)
- Đuderina jama
- Jama Orlovača
- Rimska cesta, Dugopolje – Klis
- Rimska cesta na predjelu Podi-Zapad

## Obrazovanje
- Osnovna škola Dugopolje
- Područna škola Kotlenice

## Kultura
- KUD Pleter
- Narodna knjižnica u Dugopolju

## Sport
- bućarski klub Sokol
- NK Dugopolje
- kuglački klub Tomislav
- rukometni klub Dugopolje
- malonogometni klub Hrvatski dragovoljac (ranije UHBDDR)

## Poznate osobe
Osobe iz Dugopolja ili podrijetlom iz Dugopolja te osobe koje su živile i djelovale u Dugopolju.
- Severina Vučković, pjevačica
- Ivano Balić, rukometaš
- Aljoša Vučković, dramski umjetnik
- Zlatko Ževrnja, političar, član HDZ-a
- Robert Perišić, književnik
- Mirko Rogošić, književnik
- Hrvoje Macanović, sportski novinar
- Andrija Balić, nogometaš
- Mijo Caktaš, nogometaš
- Josip Radošević, nogometaš
- Neno Dodoja, inovator
- Antonio Plazibat, kickboksač

## Vanjske poveznice
- Službena stranica